# Dave Saunders
David Patrick Saunders (Seattle, 19 de outubro de 1960) é um ex-jogador de voleibol dos Estados Unidos que competiu nos Jogos Olímpicos de 1984 e 1988.
Em 1984, ele fez parte do time americano que conquistou a medalha de ouro no torneio olímpico, no qual atuou em quatro partidas. Quatro anos depois, ele ganhou a segunda medalha de ouro com a equipe americana na competição olímpica de 1988, participando novamente de quatro jogos.